# Wilhelm Teltschik

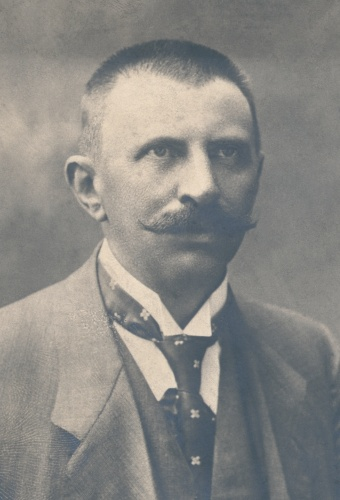
Wilhelm Teltschik

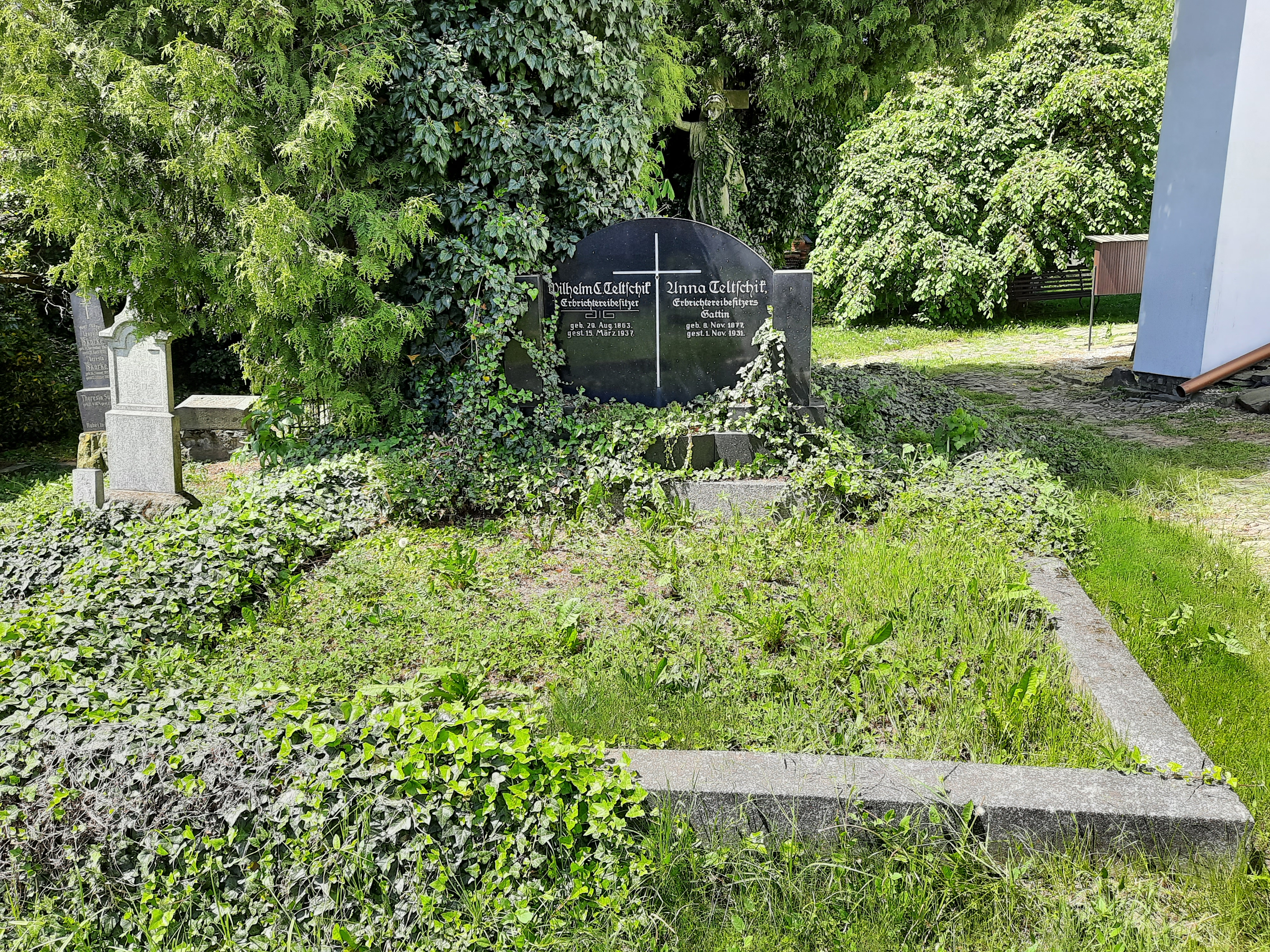
Grab von Wilhelm Teltschik auf dem Friedhof bei der Dreifaltigkeitskirche in Suchdol nad Odrou

Wilhelm Teltschik (* 29. August 1863 in Zauchtel (Suchdol nad Odrou), Mähren; † 15. März 1937 ebenda) war ein mährisch-österreichischer Politiker der Deutschen Agrarpartei.

## Ausbildung und Beruf
Nach dem Besuch der Volksschule und des Gymnasiums in Freudenthal (5 Klassen) ging er an die höhere Landwirtschaftliche Landesmittelschule in Söhle bei Neutitschein (Nový Jičín). Ab 1896 war er Landwirt und Besitzer der Erbrichterei in Zauchtel, die er wegen seiner politischen Tätigkeit ab 1907 verpachtete.

## Politische Funktionen und Mandate
- 1907–1918: Abgeordneter des Abgeordnetenhauses im Reichsrat (XI. und XII. Legislaturperiode), Wahlbezirk Mähren (deutsch) 13, Deutscher Nationalverband (Deutsche Agrarpartei)
- Obmann des Bundes der Deutschen Nordmährens
- 21. Oktober 1918 bis 16. Februar 1919: Mitglied der Provisorischen Nationalversammlung, DnP